# Agnieszka Dudzińska (lekkoatletka)
Agnieszka Dudzińska (ur. 16 marca 1988 w Radomiu) – polska lekkoatletka specjalizująca się w pchnięciu kulą.

## Kariera
W 2007 zajęła czwartą lokatę na mistrzostwach Europy juniorów, a dwa lata później była siódma podczas młodzieżowych mistrzostw Europy. 
Medalistka seniorskich mistrzostw Polski ma w dorobku jeden złoty (Toruń 2013), jeden srebrny (Bielsko-Biała 2012) oraz jeden brązowy medal (Bydgoszcz 2009). Stawała na podium mistrzostw Polski juniorów (także w hali) oraz młodzieżowych mistrzostw Polski (złoto – Bielsko-Biała 2009; brąz – Kraków 2010). Medalistka mistrzostw Polski AZS (m.in w 2009 oraz 2012).
Okazjonalnie startowała także w rzucie dyskiem – w tej konkurencji zdobywała medale mistrzostw Polsku U23, a jej rekord życiowy wynosi 48,52 (2011).  
Rekordy życiowe w pchnięciu kulą: stadion – 17,36 (1 czerwca 2013, Kalamata); hala – 16,75 (8 lutego 2014, Spała).

## Osiągnięcia
| Rok  | Impreza                                 | Miejsce   | Pozycja     | Wynik |
| ---- | --------------------------------------- | --------- | ----------- | ----- |
| 2007 | Mistrzostwa Europy juniorów             | Hengelo   | 4. miejsce  | 15,35 |
| 2009 | Młodzieżowe mistrzostwa Europy          | Kowno     | 7. miejsce  | 15,83 |
| 2013 | Superliga drużynowych mistrzostw Europy | Gateshead | 10. miejsce | 16,19 |